# Chmielewo (Brożówka)
Chmielewo (niem. Hopfenthal) – osada wsi Brożówka w Polsce, położona w województwie warmińsko-mazurskim, w powiecie giżyckim, w gminie Kruklanki.
W latach 1975–1998 osada należała administracyjnie do województwa suwalskiego.

## Nazwa
28 marca 1949 r. ustalono urzędową polską nazwę miejscowości – Chmielewo, określając drugi przypadek jako Chmielewa, a przymiotnik – chmielewski.